# 辛那赫里布
辛那赫里布（𒀭𒌍𒉽𒈨𒌍𒋢，約前745年—前681年10月20日）為亞述帝國的國王，也是薩爾貢二世之子。

## 簡介
辛那赫里布是新亚述帝国极盛时期的国王，其父萨尔贡二世在对外作战中阵亡，可想而知其早期统治伴随战火。他攻占並焚烧了75座城市，人和財物都被擄走，并且辛那赫里布曾經于前689年毁壞過巴比倫。然而他在攻打猶大時遇到鼠疫而元氣大傷。
在征服活动结束后，辛那赫里布将重心放在城市建设上，他将現代城市摩蘇爾附近的尼尼微设为亞述的首都。

### 关于圣经的记载
尼尼微皇宫有70多个房间，外墙几有三公里长。墙上遗留着烧焦了的雕刻，上面记着各场胜仗及其他功绩。但它们大多已损毁不堪。莱亚德快要离去时发现了一个保存得很好的房间，墙上展示的浮雕描述一个坚固城遭敌军攻陷，御驾亲征的国王坐在城外一个宝座上，俘虏在他面前列队走过。国王的上头刻了一些以亚述文写成的字，专家们将这句话译作如下：“世界的王亚述国王西拿基立（辛那赫里布）坐在尼米杜宝座上，检阅从拉吉（夺得）的战利品。”
今日可以在大英博物馆看到这个展品和铭刻。铭刻与圣经列王纪下18:13，14所记载的历史事件十分吻合：“希西家王十四年，亚述王西拿基立上来攻击犹大的一切坚固城，将城攻取。犹大王國國王希西家差人往拉吉去见亚述王，说：‘我有罪了，求你离开我；凡你罚我的，我必承当。’于是亚述王罚犹大王希西家银子三百他连得，金子三十他连得。”
考古学家也在尼尼微的废墟发掘到其他铭刻。关于西拿基立王进攻犹大，以及希西家进贡一事，这些铭刻提供进一步的细节。莱亚德写道：“在历史证据方面，最一致的记录之一也许是希西家要付出的黄金数量，三十他连得。在两项完全独立的记载中，这个金额不谋而合。”协助解释亚述文字的亨利·罗林森博士宣告，这些铭刻表明“（西拿基立）在历史上的地位是无可置疑的”。此外，莱亚德在他所著的《尼尼微与巴比伦》一书中问道：“在一堆焦土和垃圾底下竟是尼尼微的所在地，在这里不但找到希西家和西拿基立交战的历史记载，而且记录是写于事件发生的时候，执笔者更是西拿基立本人。这项记录证实圣经甚至在细节上也准确无误。在发掘到这些铭刻之前，有谁会相信这件事呢？”

#### 不一致之處
西拿基立所载的某些细节与圣经的记录并不一致。例如，考古学家艾伦·米勒德评论说：「最显著的事实载于『西拿基立记录』的最后部分。希西家『随后』差遣使者『到尼尼微去』，将所有贡物送给西拿基立。亚述大军没有按照惯例在战胜后将贡物带回尼尼微去。」但是圣经則表明：亚述王回到尼尼微之前，希西家已献上了贡物。（列王纪下18:15-17）为什么有这样的差异？为什么西拿基立没有夸耀自己攻陷犹大国首都耶路撒冷的战绩，好像他在攻陷犹大的堡垒拉吉后所行的一样？三位圣经执笔者向我们提供答案。其中一位以目击证人的口吻写道：“耶和华的使者出去，在亚述营中杀了十八万五千人。清早有人起来一看，都是死尸了。亚述王西拿基立就拔营回去，住在尼尼微。有一天，他在他的神尼斯洛的殿里跪拜，他的儿子亚得米勒和沙利薛用剑把他杀了，二人逃到亚拉腊地去。他的儿子以撒哈顿接替他作王。”但這個猶大國單方的說辭，也引起學者不少質疑：畢竟如果真是猶大國獲得如此輝煌的勝利，希西家大可趁勝追擊，甚至反過來驅逐亞述，根本再無後來長期卑屈納貢稱臣的義務（聖經後續有提及事後希西家繼位者瑪拿希被擄到亞述，當時有可能猶大國已經淪為附庸），儘管這場大勝的權威性證據大有人在，如希羅多德的著作（他認為是鼠疫重創亞述軍隊）。
最接近的真相可能是類似埃及與西台的卡迭石戰役或隋煬帝征高句麗那樣，亦即西拿基立的部隊遭遇猶太人相當強烈之抵抗而損失慘重；而猶大國雖然重創亞述攻勢，但畢竟總國力不如對方而無法承擔長期戰爭消耗，基於長遠考慮，最後亞述軍遂與猶大國私下達成協議，由猶大國稱臣納貢收場。然後雙方都在自己的歷史與宗教文獻上大肆吹噓，將之美化為己方獲得了大勝。
因此米勒德在他所著的《圣经时代的珍宝》一书中总结说：“我们没有理由怀疑这项记载，⋯⋯可理解的是，西拿基立绝不会将这次惨败的经过记录下来给继位的君王阅读，因为这会大大削弱自己的威望。”相反，西拿基立企图使人以为他成功征服犹大，希西家继续臣服于亚述，并向尼尼微进贡。

## 評價
- 1990年3月11日，時任中華民國總統李登輝應邀出席中華基督教國民大會團契的星期禮拜聚會，即引述聖經傳道書中所說「凡事都有定期，天下萬物都有定時」；「各樣事物成就，都有時候和定理」，警示中共應當及早醒悟，否則亞述王西拿基立和羅馬尼亞的西奧塞古的下場，就是他們不久後的結局。[7]

## 外部連結
- Sennacherib Murdered by His Son
- Prism of Sennacherib （页面存档备份，存于）

| 前任： 薩爾貢二世 | 亚述国王   | 繼任： 阿萨尔哈东               |
| 前任： 薩爾貢二世 | 巴比伦国王 | 繼任： 马尔杜克·扎基尔·舒米二世 |